# Ylimmäinen (sjö i Norra Savolax)
Ylimmäinen är en sjö i Finland. Den ligger i kommunerna Keitele och Pielavesi i landskapet Norra Savolax, i den centrala delen av landet, 400 km norr om huvudstaden Helsingfors. Ylimmäinen ligger 144,9 meter över havet. I omgivningarna runt Ylimmäinen växer i huvudsak blandskog. Den är 2,8 meter djup. Arean är 1,19 kvadratkilometer och strandlinjen är 6,18 kilometer lång. Sjön  ingår i Kymmene älvs huvudavrinningsområde. 